# Barroc

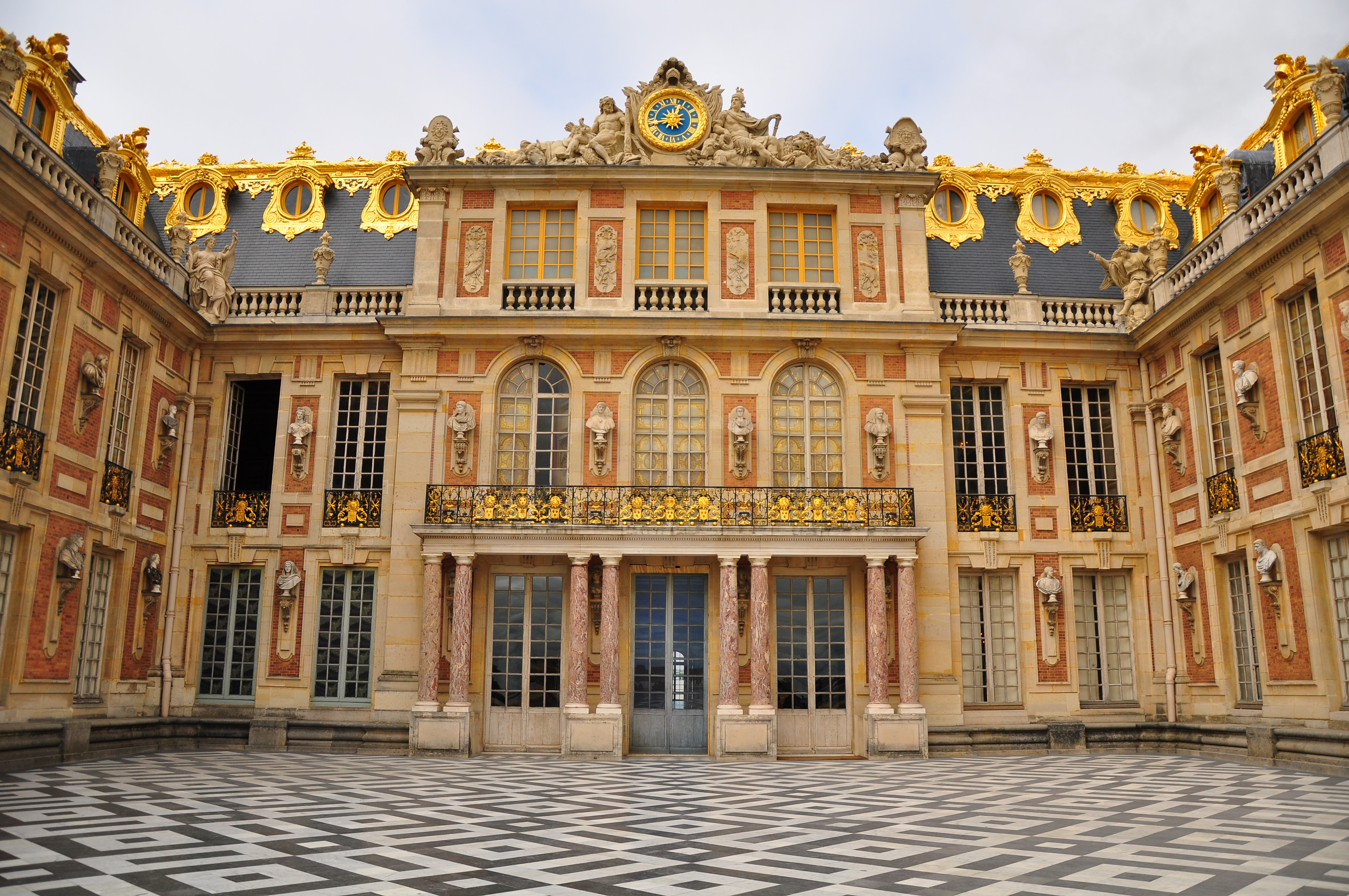
Palau de Versalles (ca. 1660–1715)

El barroc és, a la vegada, un període històric i un moviment cultural que es va estendre a Europa i a les seves colònies cap als inicis del segle xvii i els inicis del segle xviii.
Com a corrent artístic va influir sobre la literatura, l'escultura, la pintura, la música, l'arquitectura i les arts escèniques. L'art espectacular del barroc recordava la gran òpera del moment. Durant un temps, el terme barroc s'havia fet servir per a descriure quelcom artificialment complex i extravagant, i no va ser fins al segle xix quan va començar a fer-se servir per a anomenar l'art i l'arquitectura del segle xvii, amb què es van crear alguns dels edificis, escultures i quadres més grans i dramàtics de la història de l'art. L'estil barroc va sorgir a mitjans del segle xvi, després del Concili de Trento. D'ací es va estendre cap a la major part d'Europa. Fou un moviment que va impulsar un estil artístic que es dirigia no sols a les elits sinó al poble illetrat. Així, en òpera, dansa, teatre, pintura i arquitectura, el barroc utilitza una iconografia directa i teatral, amb tendència a una abundància d'ornamentació.
Durant els segles xviii i xix, el terme «barroc» va tenir un sentit pejoratiu, sinònim de sobrecarregat, desmesurat i irracional. Fou revalorat a la fi del segle xix per intel·lectuals com Jacob Burckhardt; i el segle xx fou analitzat de nou per Benedetto Croce i Eugeni d'Ors. En general s'entenia com l'etapa de decadència que seguia a qualsevol corrent artístic.
Com a període temporal, el barroc se situa entre els períodes del Renaixement i el Neoclàssic. Va estar molt de moda en les monarquies absolutistes, ja que n'emfasitzava l'autoritat, riquesa i estil de vida. El també anomenat estil de l'absolutisme va ser usat per l'Església catòlica per a mostrar el seu poder contra els nombrosos moviments culturals revolucionaris que van produir una nova ciència i noves formes de religió, com la reforma protestant; per això, on es va desenvolupar més fou a Itàlia, Espanya, França, Àustria, sud d'Alemanya i Europa central. El tema estrella era la religió i l'estil, molt teatral, tendia a ser ampul·lós i afectadament dramàtic.

## Terminologia
La paraula barroc, com la majoria de les designacions d'un període, època o estil, fou inventada pels crítics posteriors, i no pas pels practicants de l'art als segles xvii i principi del segle xviii. El terme barroc prové de la paraula portuguesa barroco, amb el significat de «perla imperfecta», i per extensió: de «joia falsa». Benvenuto Cellini l'aplicà per primera vegada com a sinònim d'extravagant. La literatura francesa i italiana del segle xviii l'empraren per a qualificar l'art del segle anterior, que consideraven enfarfegat, retorçat, afectat, o ridícul. Aquest ús despectiu es feia per a posar en evidència l'excés d'èmfasi i abundància d'ornamentació, a diferència de la racionalitat clara i sòbria de la Il·lustració (segle xviii). Finalment, el terme fou rehabilitat per l'historiador alemany d'art Heinrich Wölfflin (1864-1945), qui va identificar el barroc com a contraposició al Renaixement i com un tipus diferent dins de l'art «elaborat».
Les fonts contemporànies al barroc, com ara la primera edició del Dictionnaire de l'Académie française (1694), definien barroc com a adjectiu de les «perles que són d'una rodonesa molt imperfecta»; si bé en la tercera edició del 1740 s'afegí «també en sentit figurat per irregular, estrany, desigual». El 1711, Louis de Rouvroy, duc de Saint-Simon, ja utilitzà aquesta expressió en les seves memòries: «La dificultat era que aquests llocs estaven destinats als bisbes més distingits i que era molt barroc que l'abat Bignon ocupés el lloc de M. de Tonnerre, bisbe-comte de Noyon». L'Encyclopédie (suplement, 1776) definia la música barroca com «aquella l'harmonia de la qual és confusa, carregada de modulacions i de dissonàncies, d'entonació difícil i moviment forçat».

## Època barroca

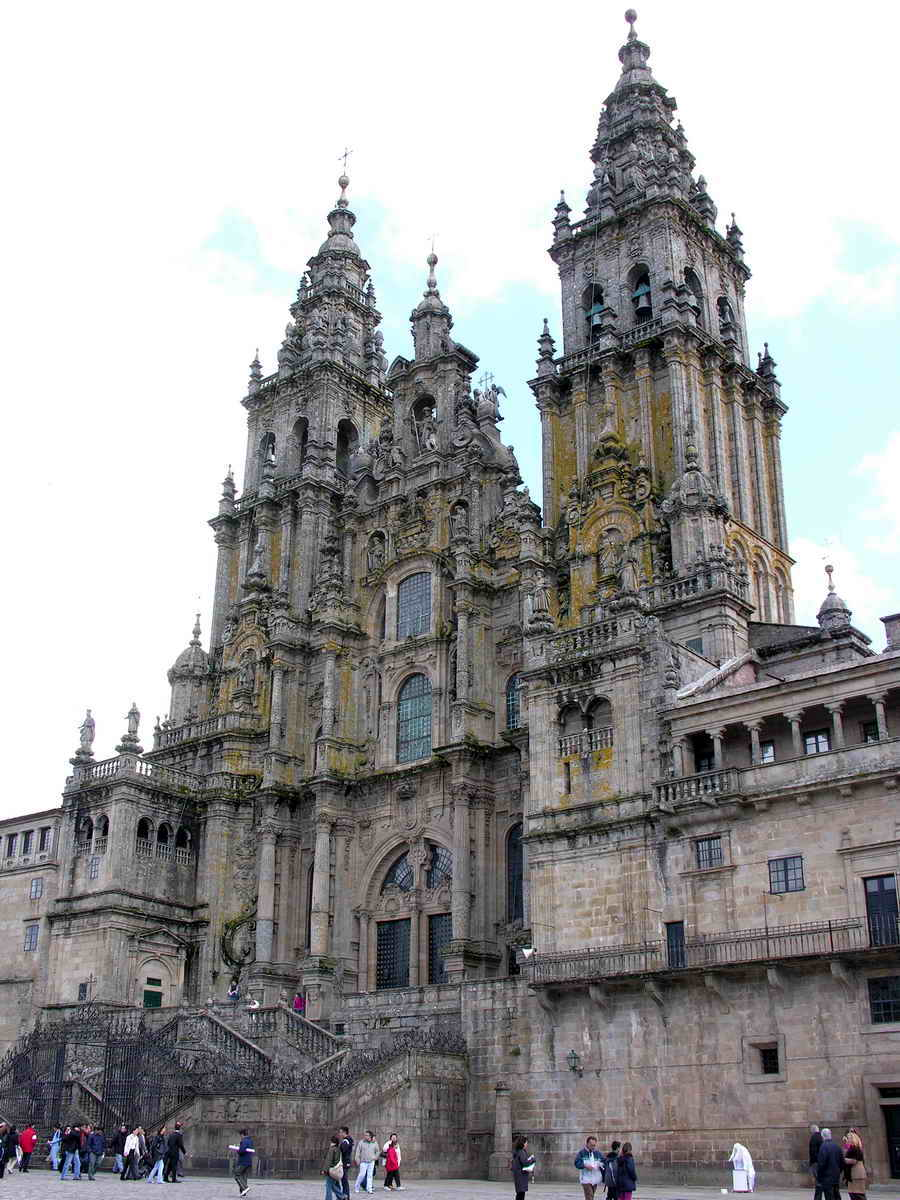
Façana barroca de la catedral de Santiago de Compostel·la.

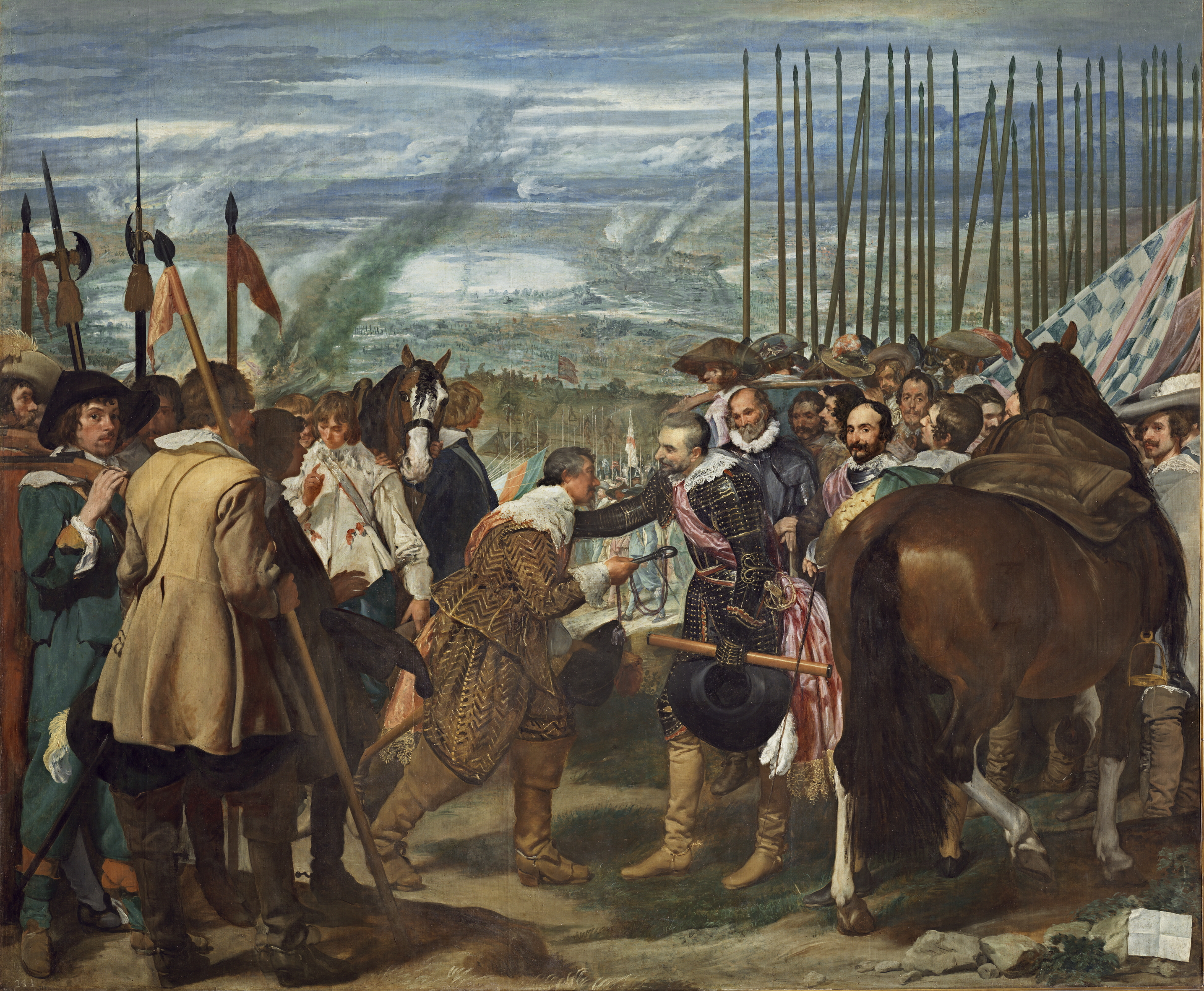
La rendició de Breda de Velázquez.

Històricament, el barroc té l'origen en la segona meitat del segle xvi, en un moment de profunda crisi econòmica, política, social i cultural. Enmig de la crisi, però, s'inicià un procés de transformació: 
- En l'àmbit de l'Església catòlica, es produí la Contrareforma, iniciada amb el Concili de Trento (1545-63).
- En conseqüència, la societat barroca es va caracteritzar per una exacerbació religiosa i passional que impregnava la vida quotidiana. Aquest tret és especialment definitori per la investigació del barroc feta per especialistes com Joan Reglà.[1]
- En canvi, en el camp científic el triomf de la ciència nova (Galileu, Kepler, Descartes, Newton, Bacon…) significà l'esfondrament complet de la filosofia i de la ciència aristotèliques. Els reis van començar a pagar no sols als artistes sinó als científics, per la qual cosa els artistes havien de competir amb ells. La ciència no sols es considerava superior a la religió i la filosofia, sinó que va néixer la física i els ràpids avenços tecnològics (telescopi, microscopi, termòmetre, baròmetre, regla de càlcul, etc.) contribuïen a enriquir els estats.[2]
- En el pla internacional, l'època barroca fou conformada per la Guerra dels Trenta Anys i la Pau de Westfàlia posterior, que donaren al mapa de l'Europa occidental uns trets força semblants als actuals. Durant el segle xvi, la supremacia de Portugal i Castella a ultramar fou indiscutible, però des de l'inici del segle xvii Holanda, Anglaterra i França aparegueren com a grans potències comercials i colonials. A més, l'absolutisme que triomfà a França fou pres com a model a seguir per a la major part de les corts europees, fent de París el principal focus d'atracció cultural.

## El barroc com a moviment cultural
L'estil Barroc s'ha d'entendre com una resposta contrària als cànons artístics del Renaixement anterior, que es considerava que limitaven l'artista. Si el primer va ser senzill, el barroc volia ser per damunt de tot una obra de lluïment que destaqués les habilitats tècniques de l'artista. Si el renaixement havia preferit la senzillesa de les línies rectes, al barroc hi va predominar l'abundància de les línies corbes. El resultat fou un art exuberant, ple d'artifici, fins i tot exagerat o extravagant, que es presentava en escena d'una manera molt efectista.
Cal entendre'l també com un art religiosament apassionat i pessimista, que li agrada mostrar el dolor humà, tant físic com psicològic. Als països catòlics fou un estil àmpliament utilitzat com a instrument didàctic al servei dels nous principis de la Contrareforma de l'Església.
S'ha de matisar, però, que l'art barroc també va destacar pel realisme de llurs representacions, més enllà del que havia anat l'art del renaixement i el gòtic. En aquest sentit, la tècnica del clarobscur en les arts plàstiques fou una de les constants d'aquest estil. Si de cas, la fantasia i la imaginació emergien de la individualitat de l'ésser humà com a individu, fos aquest l'artista o el seu client. En conseqüència, l'art va escurçar distàncies amb les persones, que van començar a interpretar-lo.
Fou un estil sofisticat i emocional, sovint extravagant, per bé que no tingué uniformitat, atès que al segle xvii hi havia diversos sectors enfrontats en el que es refereix a la producció artística: la cúria romana, la cort reial de Versalles, l'Holanda calvinista i burgesa... En essència el barroc es pot dividir en dues mentalitats contraposades: Una basada en el lliurecanvisme, promocionat per la societat burgesa, comerciant i pròspera, que promogué un art basat en temes seculars, en la pintura de costums, en el retrat, i que tingué com a seus principals Nàpols, Gènova, València, Sevilla, Amsterdam i Londres. L'altra, basada en el mercantilisme, es caracteritzà per un fort ideal absolutista que maldava per la centralització: va generar un urbanisme rígid de grans avingudes i places subordinades sempre a un punt de concentració. D'aquesta segon corrent van destacaren dos nuclis diferenciats, Roma, on la renovació de la iconografia religiosa i el gust per les composicions triomfalistes responien als ideals de l'Església catòlica de la Contrareforma, i Versalles, on l'orgull d'esplendor cesarista era palès en la magnificència de les decoracions. També foren típics d'aquest segon corrent un art de jardins geomètrics.

### Arquitectura
L'arquitectura barroca es desenvolupa des del principi del segle xvii fins a dos terços del segle xviii. En aquesta última etapa, es denomina estil rococó. Es manifesta en gairebé tots els estats europeus i, en el que eren, en aquell temps, les colònies d'Espanya i Portugal a Amèrica, avui estats independents. El barroc es dona també en altres arts, com la música, literatura, pintura i escultura.
En l'arquitectura barroca va destacar Borromini o Bernini.

### Escultura

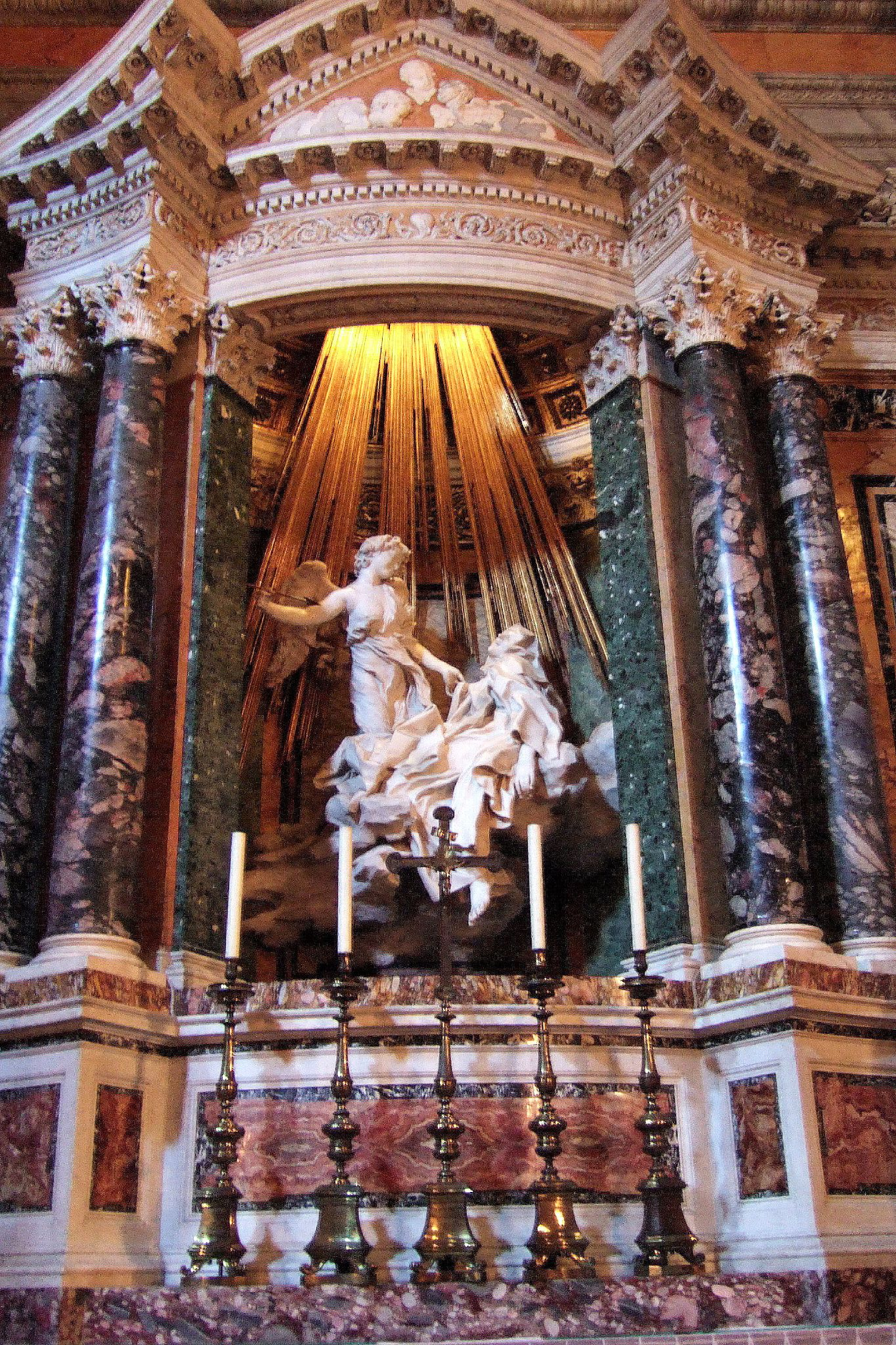
Èxtasi de Santa Teresa de Bernini.

L'escultura barroca continua el camí traçat pel Renaixement. Utilitza la fusta policromada i hi domina el tema religiós, amb la realització de retaules per a esglésies i imatges per a les processons. El realisme aconsegueix en la imatgeria proporcions veritablement dramàtiques: cares demacrades, ferides obertes, signes de dolor i patiment. Les figures tornen a adquirir una nova importància, es multipliquen els angles de visió i hi incorpora altres elements de caràcter més escenogràfic, com per exemple, fonts d'aigua. Sovint, els artistes barrocs fusionaven l'escultura i l'arquitectura, intentant crear una experiència transformadora per a l'espectador. Gianlorenzo Bernini va ser un dels més importants escultors del barroc. Les seves primeres obres s'inspiren en l'escultura hel·lenística de l'antiga Grècia i la Roma imperial. Una de les seves obres més famoses és l'èxtasi de santa Teresa de Jesús.
Els exponents de l'escultura barroca són diversos: a les obres de l'arquitecte italià Bernini, o el desenvolupament barroc mexicà de Jerónimo Balbás.

### Música
La música barroca és un estil musical europeu que abasta tot el segle xvii i la primera meitat del segle xviii. Musicalment, en una primera etapa (1600-1650) de la música barroca, la melodia s'hi feu preponderant, originant l'anomenada monodia acompanyada, i nasqueren el drama per a música, o òpera primitiva, i l'oratori. Posteriorment, es cultivà també la suite, altres modalitats d'òpera com el bel canto i les passions, la sonata i el concert.
En la següent etapa, anomenada barroc mitjà (1650-1700), hi predominava l'òpera i la cantata. L'última etapa, anomenada barroc tardà (1700-1750), es caracteritzava pel predomini de la música instrumental sobre la música vocal. També fou l'època del concert i d'obres més llargues quant a dimensió.
Al llarg de tot el període, l'expressió prevalgué sobre la forma. Són distintius del barroc:
- la riquesa d'ornamentació,
- la tendència a les variacions tant en el camp vocal com en l'instrumental,
- l'aplicació de la tècnica del baix continu,
- l'aparició de noves formes organístiques.

En l'art de la música barroca van destacar Johann Sebastian Bach, Georg Friedrich Händel, Antonio Vivaldi i Domenico Scarlatti.

### Pintura

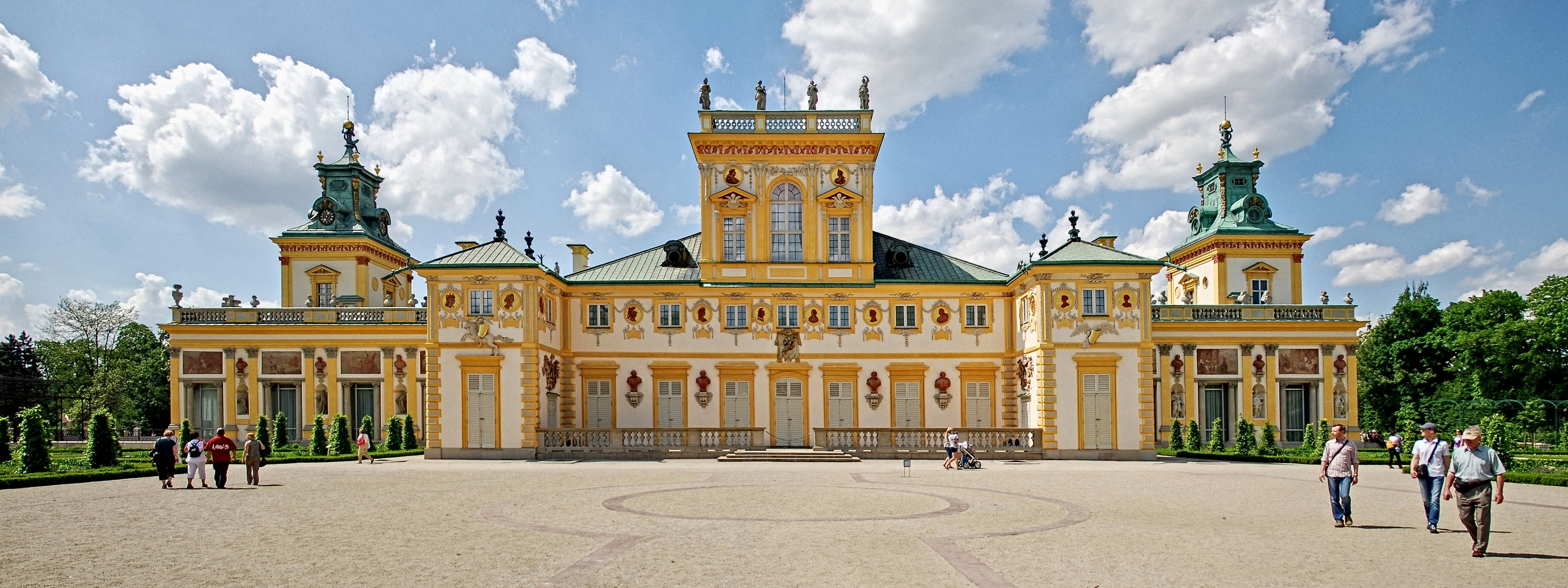
Varsòvia

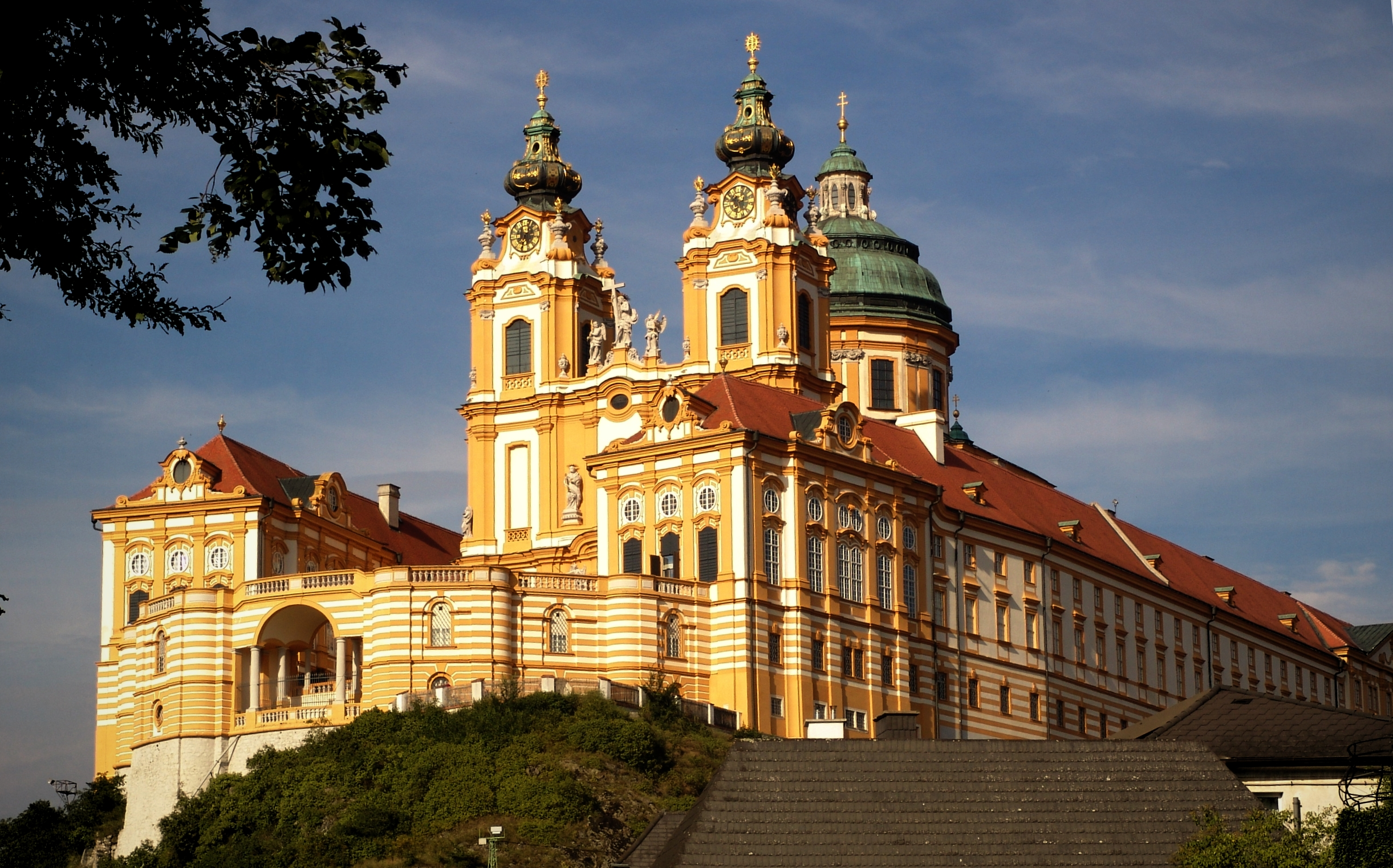
Melk, Àustria.

Les característiques bàsiques de la pintura barroca són la línia corba, la decoració abundant, les construccions grandioses, el gest exaltat i de gran moviment, el predomini del color sobre el dibuix, les línies en diagonal, el fet que l'obra continuava més enllà del quadre, i una gran tècnica en el tractament de la llum. En aquest sentit va destacar l'ús continu del clarobscur. Aparegueren nous temes, com el paisatge o el bodegó. Artísticament, el barroc constituí una reacció contra la serenitat i l'equilibri dels cànons del Renaixement, els quals ja havien estat superats per l'expressivitat del manierisme.
Entre els pintors italians cal destacar Caravaggio i els Carracci. Mitjançant Carlo Maderno s'arriba a la generació de Bernini, Borromini i Pietro da Cortona, que feu triomfar l'art barroc a Roma. A Torí, assolí gran originalitat l'obra de Guarino Guarini. També cal recordar com un exemple primerenc del barroc és la portalada de l'església renaixentista del Gesù, a Roma, bastida per G. della Porta (1575).
A França, potència política i cultural dominant a Europa, es dictaren durant aquesta època els cànons d'un nou corrent estètic, el classicisme francès, antiindividualista i regit pels principis de la monarquia absolutista de Lluís XIV. A Flandes, es produí un art més espontani que el francès i més alegre que el romà. Mentrestant, als països alemanys, la societat protestant es refugià sobretot en la música com a mitjà ideal d'expressió.
L'escola pictòrica flamenca excel·lí amb Rubens, i l'holandesa amb Rembrandt, Franz Hals i Veermer.
El barroc s'estengué per l'àrea catòlica més addicta a Roma (Baviera, Àustria, Bohèmia, Flandes, els Països Catalans, Castella, Portugal, etc.) i, a través dels països ibèrics, a Amèrica i a Àsia, on es conjugà amb l'art autòcton i donà lloc a variants específiques. Arribà també a Alemanya, on marcà el trànsit vers el Rococó. D'altra banda, l'ascetisme de la Contrareforma promogué un realisme que, en pintura, fou difós pel tenebrisme de Caravaggio. Durant el barroc, és constant, però, la interrelació de diversos estils, de la qual són bons exemples els Carracci, el barroc austríac i figures com Velázquez, Valdés Leal o Bartolomé Esteban Murillo.

### Teatre i literatura

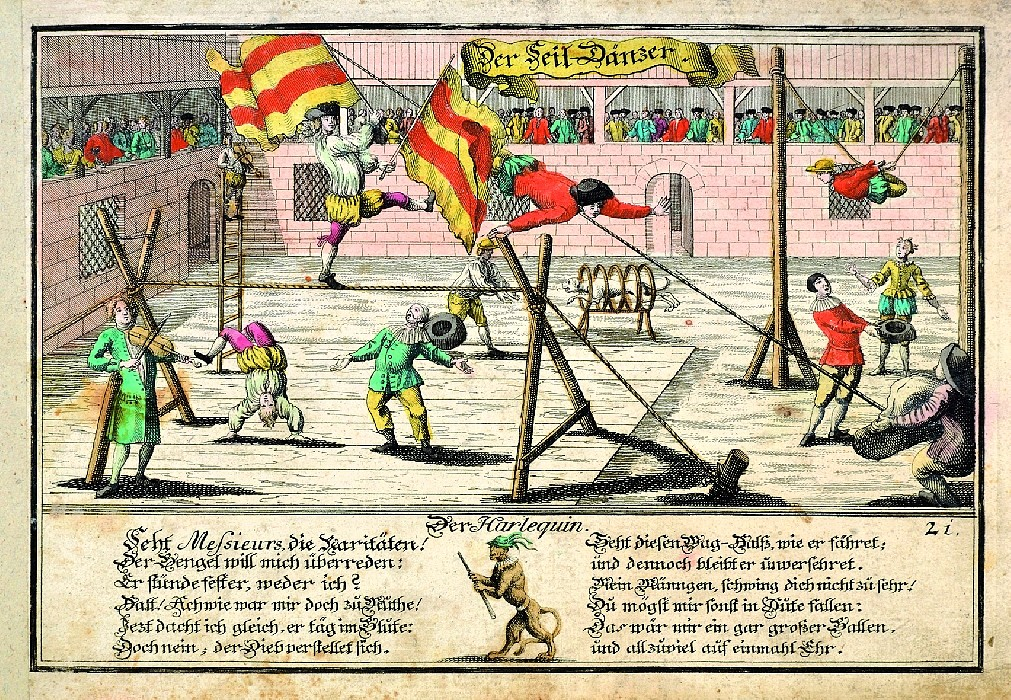
Teatre al barroc

El teatre barroc sorgeix de la fusió de les tres pràctiques escèniques que es donen en el Renaixement: el teatre cortesà, el populista i l'erudit. Aquesta fusió adoptarà en aquest període dues expressions diferents: la religiosa i la profana. De la literatura espanyola barroca van destacar Luis de Góngora i Francisco de Quevedo y Villegas, així com Juana Inés de la Cruz en la literatura mexicana.
Un dels trets distintius de la literatura barroca era l'ús molt abundant de la metàfora i l'al·legoria.
Cal recordar que la monarquia absoluta dels Àustries va potenciar l'ús de la llengua castellana en tot el territori, bandejant qualsevol altre llengua. En conseqüència, la literatura catalana queda relegada a la producció oral i manuscrita i s'hi implanten els models dramàtics i estètics castellans, com els de la comedia nueva i altres formes de teatre breu.

### Dansa

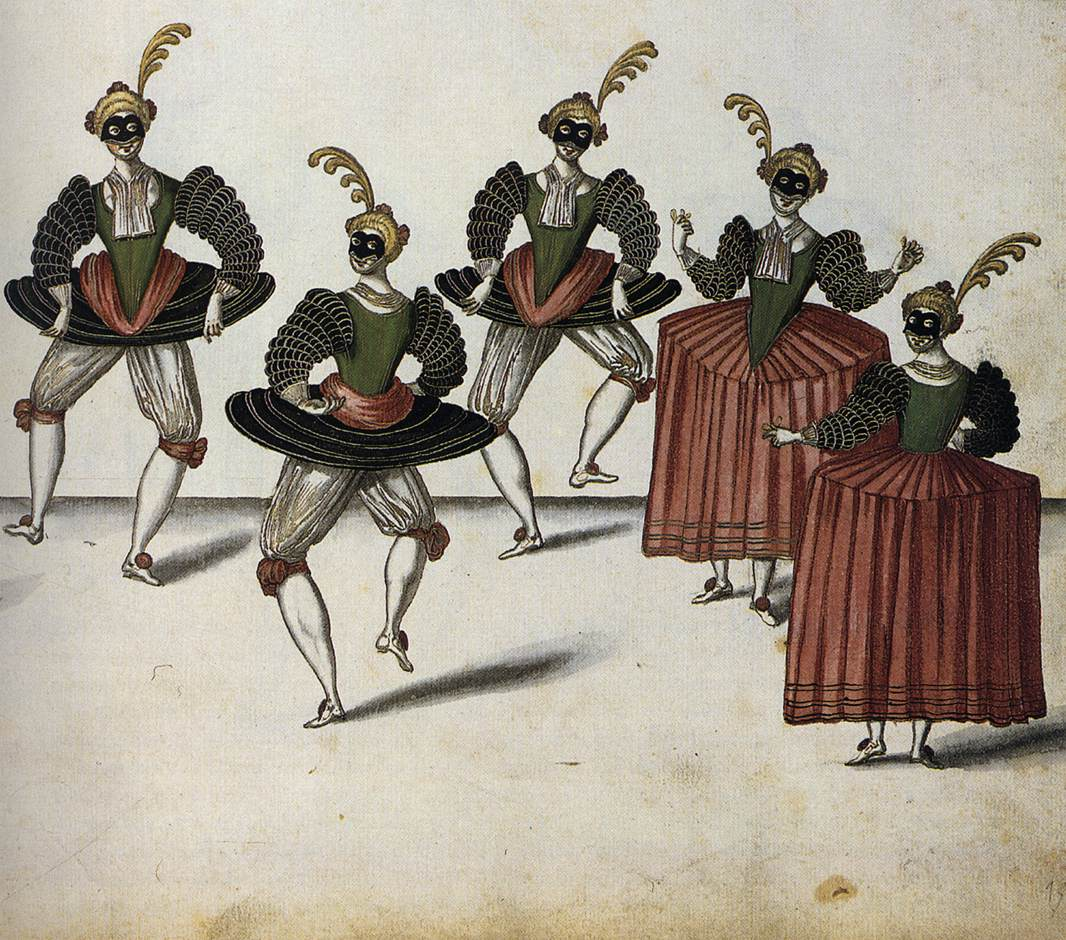
Dansa al barroc

Dansa barroca és com es coneix als segles xx i xxi la dansa cortesana europea corresponent a l'època del barroc, precedent de la dansa clàssica o ballet. A l'època es coneixia com a Belle Danse. Era un tipus de dansa molt elitista que es ballava a la cort del rei absolutista, amb ell, o bé era gaudida pels nobles al Palau Garnier de París, a França, o a teatres similars a altres regnes. Inclou balls de saló cortesans; com la courante, el minuet, la gavota, la sarabanda, la giga, la forlana, el louré, el passepied o el rigaudon; i gèneres escènics com la tragèdia-ballet, la comèdia-ballet, l'òpera-ballet i el ballet-pantomima.
A la Belle Danse de Lluís XIV de França, els nobles havien de ballar disposats simètricament sempre entorn d'un punt central, que era on se situava el rei. Els cossos dels ballarins no eren diferents dels actors i de fet usen un mateix vocabulari pel gest. Es basa en gestos retòrics per a recolzar sobretot emocionalment les paraules d'un text declamat o cantat. El llenguatge és molt artificial però encara és el mateix a tots els intèrprets d'arts escèniques (ballarins, actors, cantants), cosa que fa que es passi de la dansa a la no-dansa harmònicament.

## Barroc als Països Catalans

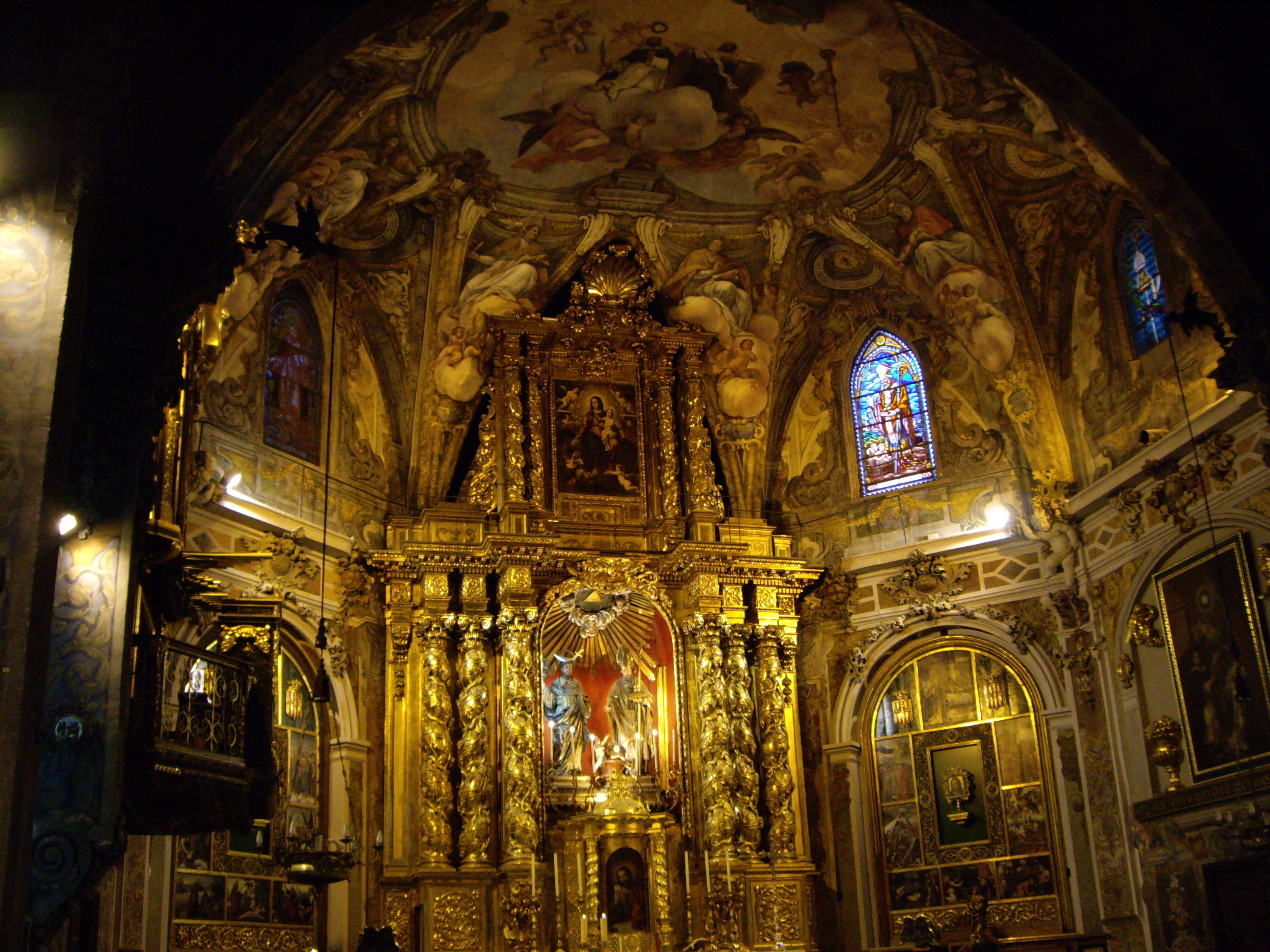
Altar major de l'església de Sant Nicolau de València

Als Països Catalans, l'època barroca fou un període d'irregular desenvolupament cultural, sota l'aclaparadora influència de la cort castellana, el prestigi del Siglo de Oro de la literatura castellana, i les pressions castellanitzadores de la impremta de l'època. És el temps de València com a gran port de la Corona d'Aragó, de l'expulsió dels moriscs el 1609 (que va afectar profundament el País Valencià), de la proliferació del bandolerisme, i per sobre de tot és el moment en què la monarquia hispànica va maldar per reduir l'autonomia dels estats de la Corona d'Aragó, provocant el 1640 la Guerra dels Segadors al Principat.
L'art barroc als Països Catalans prengué les característiques dels nuclis mediterranis de domini burgès. Es manifesta en arquitectura als cambrils de la Mare de Déu dels Desemparats, de València (1652) i de la capella de la Cinta, a Tortosa, a les esglésies de Sant Nicolau (1673) de València i a la de Betlem (1680-1730) de Barcelona, a les façanes de Sant Francesc i de la Seu de Palma, a les catedrals de Girona i Tortosa i a la Seu de València, entre altres obres. Pel que fa a l'escultura, excel·liren Agustí Pujol, Lluís Bonifaç i els Tramulles. Però cal destacar Josep Simó Xoriguera, el Vell, pare de Josep Benet Xoriguera, el cognom dels quals va denominar el barroc castellà com a xoriguerisme.
Dins el tenebrisme (pintura) van destacar Josep de Ribera, un dels pintors més importants del segle xvi europeu, i Francesc Ribalta. Però la pintura catalana barroca conreà, sobretot, l'idealisme eclèctic.
Els principals autors de la literatura barroca castellana van influir enormement els seus coetanis de la literatura catalana, els quals n'assumiren el lèxic i els temes. En general, els autors catalans van alternar l'ús del català amb el d'altres llengües. Cal destacar sobretot el poeta de Sant Mateu Francesc Mulet, i el poeta i comediògraf tortosí Francesc Vicenç Garcia, el Rector de Vallfogona, la fama dels quals va superar amb escreix la difusió de la seva obra. Menys popular que els altres dos pel caràcter dels escrits, trobem Francesc Fontanella, amb una obra poètica de qualitat i dues peces teatrals d'interès, o l'extensa obra del valencià Pere Jacint Morlà. També és digne d'esment Josep Romaguera, autor de l'únic llibre d'emblemes imprès en català, l'Atheneo de grandesa, gènere molt de moda durant el barroc i el renaixement.
Als Països Catalans, el barroc musical és només de caràcter religiós, i en destaca l'Abadia de Montserrat, la Seu de València i el col·legi del Patriarca, com a centres de formació musical. Es va perllongar fins al segle xviii amb figures com Joan Cecerols, Josep Antoni Martí, Antoni Soler i Joan Baptista Cabanilles.

### Escultura barroca a Catalunya
L'escultura, i especialment la retaulística, va esdevenir el nucli de més originalitat de la plàstica catalana. Formalment, va evolucionar del classicisme d'Agustí Pujol a l'inici del període cap a les concepcions barroques d'influència berninesca d'Andreu Sala a final del sis-cents, i al pas cap a l'academicisme en ple segle xviii amb l'obra de Lluís Bonifaç i Massó. Així mateix, la trama arquitectònica del retaule conservarà, al començament, un sistema de retícula amb pisos i carrers clarament delimitats, per a passar gradualment cap a la màxima potenciació del cos central, alhora que els repertoris decoratius ‘a la romana' de la centúria anterior derivaran cap a la utilització dels ordres clàssics inspirats en Vignola, fins a la irrupció de l'ordre salomònic. Quant als cicles temàtics, abandonaran el tradicional caràcter narratiu i alliçonador per esdevenir veritables monuments propulsors de noves sensibilitats espirituals, centrades en l'anhel de salvació mitjançant les devocions als sants i la Verge, sovint a l'advocació del Roser. Dins aquest àmbit, cal ressenyar per la bellesa plàstica, i alhora magnífica plasmació d'una idea pura, les imatges de la Immaculada de la parroquial de Verdú (Agustí Pujol, 1623), arxiprestal de Santa Maria d'Igualada (Josep Sunyer, 1718-47) i capella de la Universitat de Cervera (Jaume Pedró, 1780-87). Les influències i models vindran generalment sota el guiatge dels gravats d'artistes forans, com en el cas de l'espectacular retaule major de Pau Costa per a l'església parroquial d'Arenys de Mar (1706-11), autor també del retaule de Cadaqués (1725-88). Pel que fa a la tipologia del retaule cambril, un dels millors exemples a esmentar és, sens dubte, l'obra portada a terme per Carles Morató i Brugaroles al Santuari del Miracle de Riner (1747-58).
En general, la iconografia de l'escultura catalana en l'època del barroc va esdevenir bàsicament religiosa, amb petits excursus vers l'al·legoria de les virtuts cristianes i, a vegades, a les arts liberals o a les glòries militars presents en els monuments funeraris, com és el cas dels Girón de Rebolledo (1679) a la Catedral de Tarragona, obra de Francesc Grau i Domènec Rovira II.
Un magnífic exemple d'escultura aplicada a l'arquitectura, es troba a les columnes salomòniques de l'escala principal del Palau de Pau Dalmases a Barcelona. Edificat cap a final del segle xvii i inici del xviii, llueix una arquitectura obliqua i peculiar decoració mitològica.